# Stackpole
Stackpole är en by och en tidigare community i Storbritannien. Den ligger i kommunen Pembrokeshire och riksdelen Wales, i den södra delen av landet, 300 km väster om huvudstaden London. Orten har 443 invånare (2001).
Den var fram till 2012 en egen community, men ingår numera i Stackpole and Castlemartin community. 